# تنغ براق (مقاطعة إقليد)

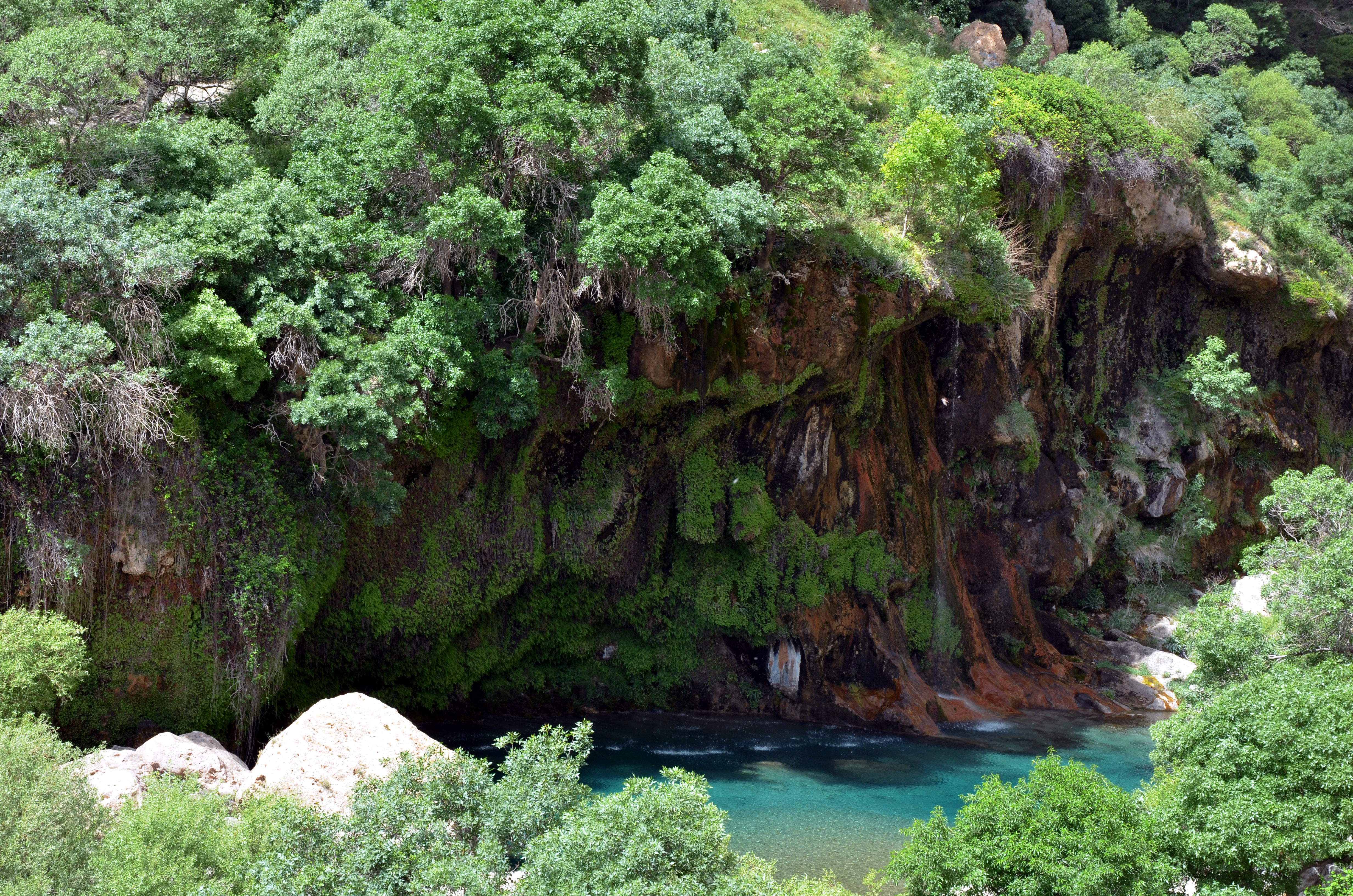

تنغ براق (بالفارسية: تنگ براق) هي منطقة سكنية تقع في فارس في إيران. يقدر عدد سكانها بـ 425 نسمة .

## معرض الصور

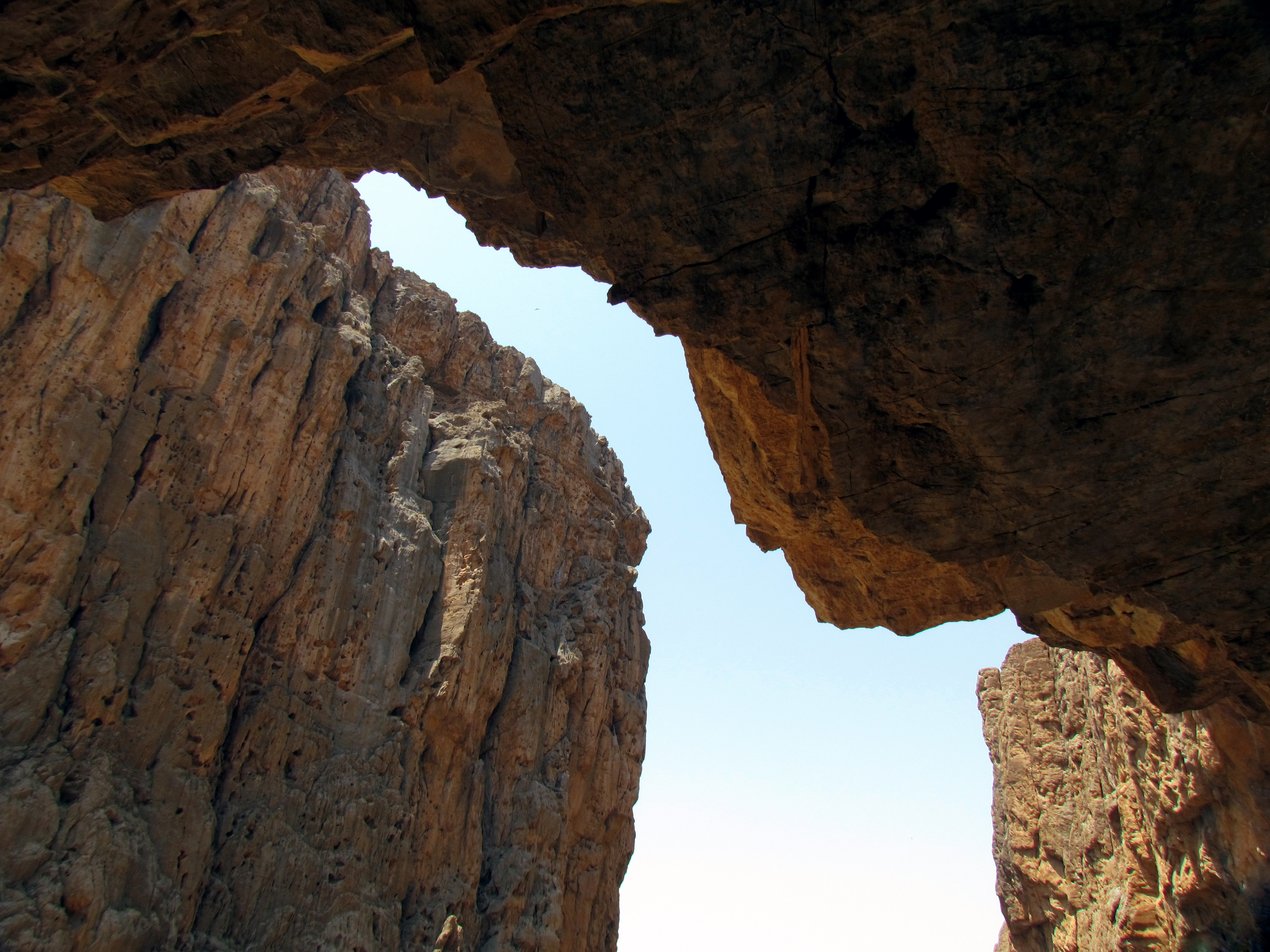
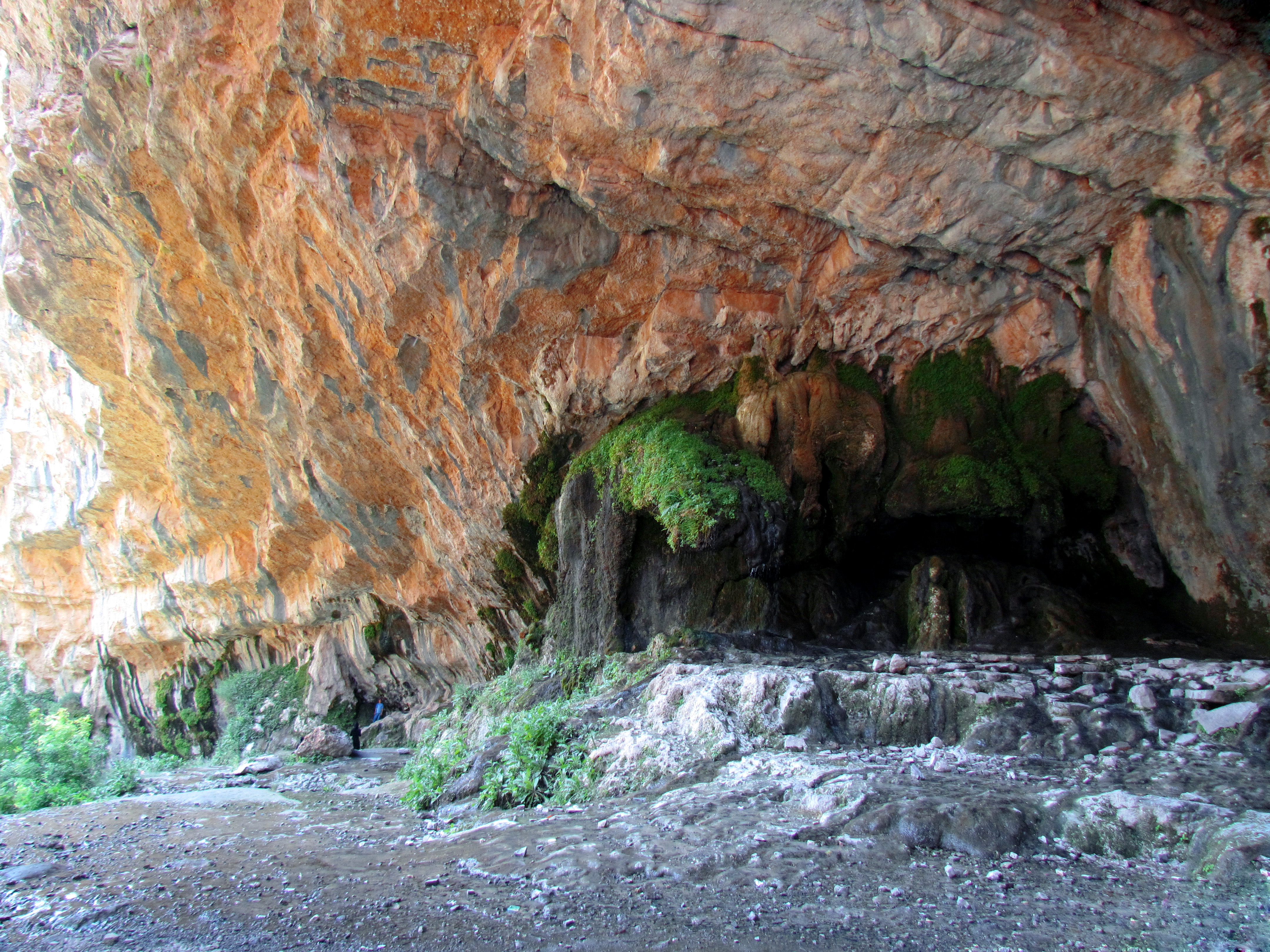
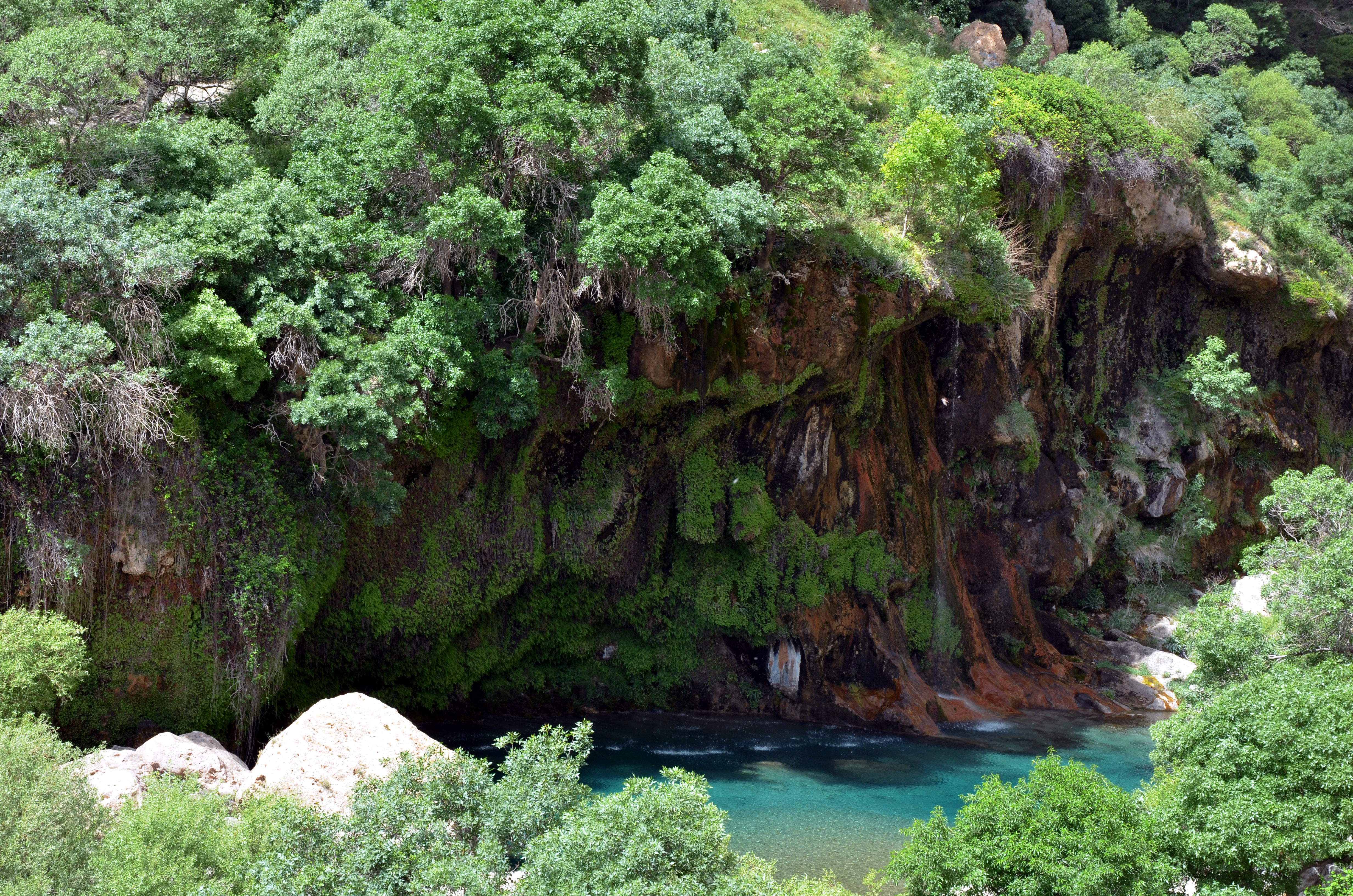
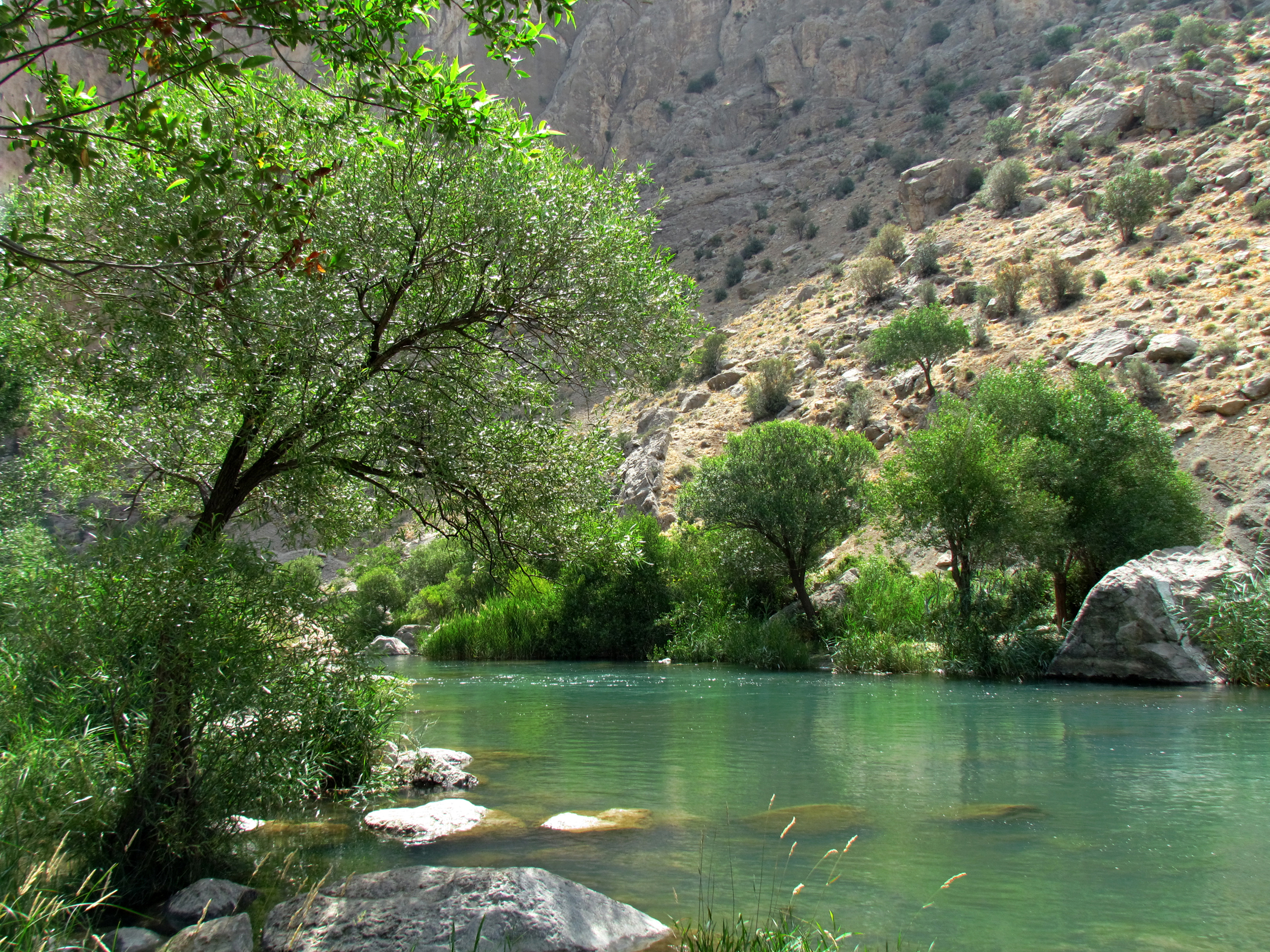
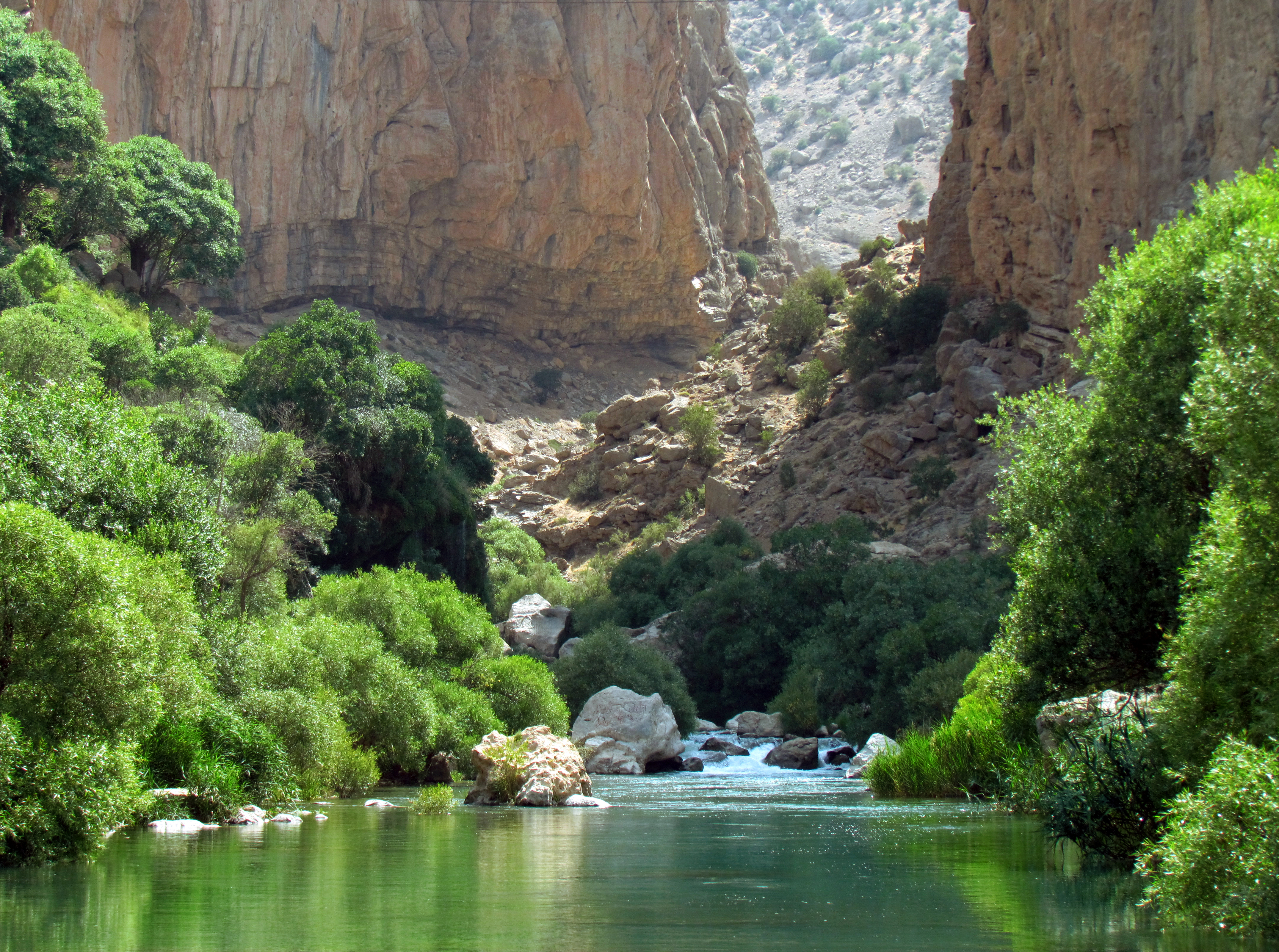
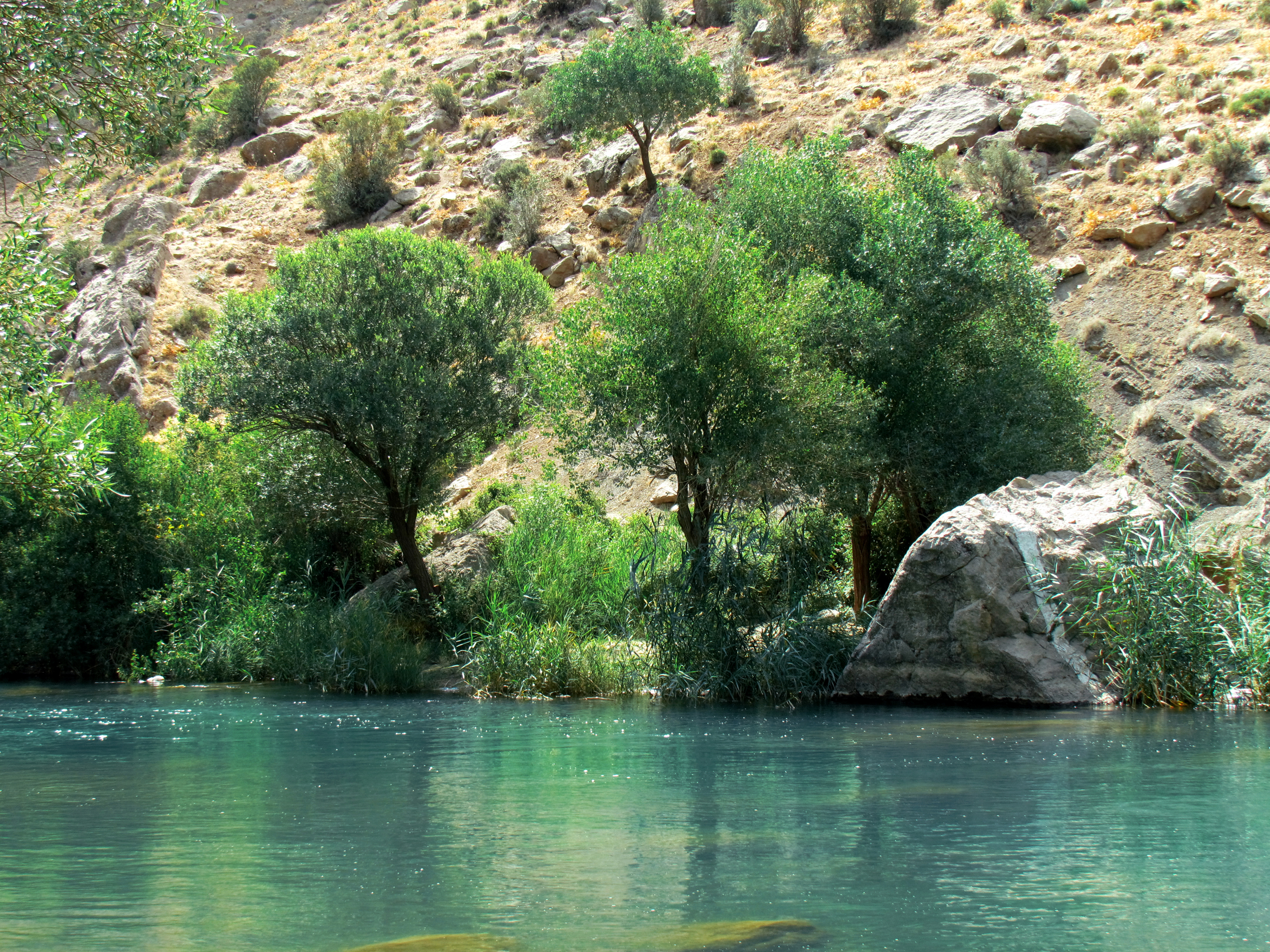
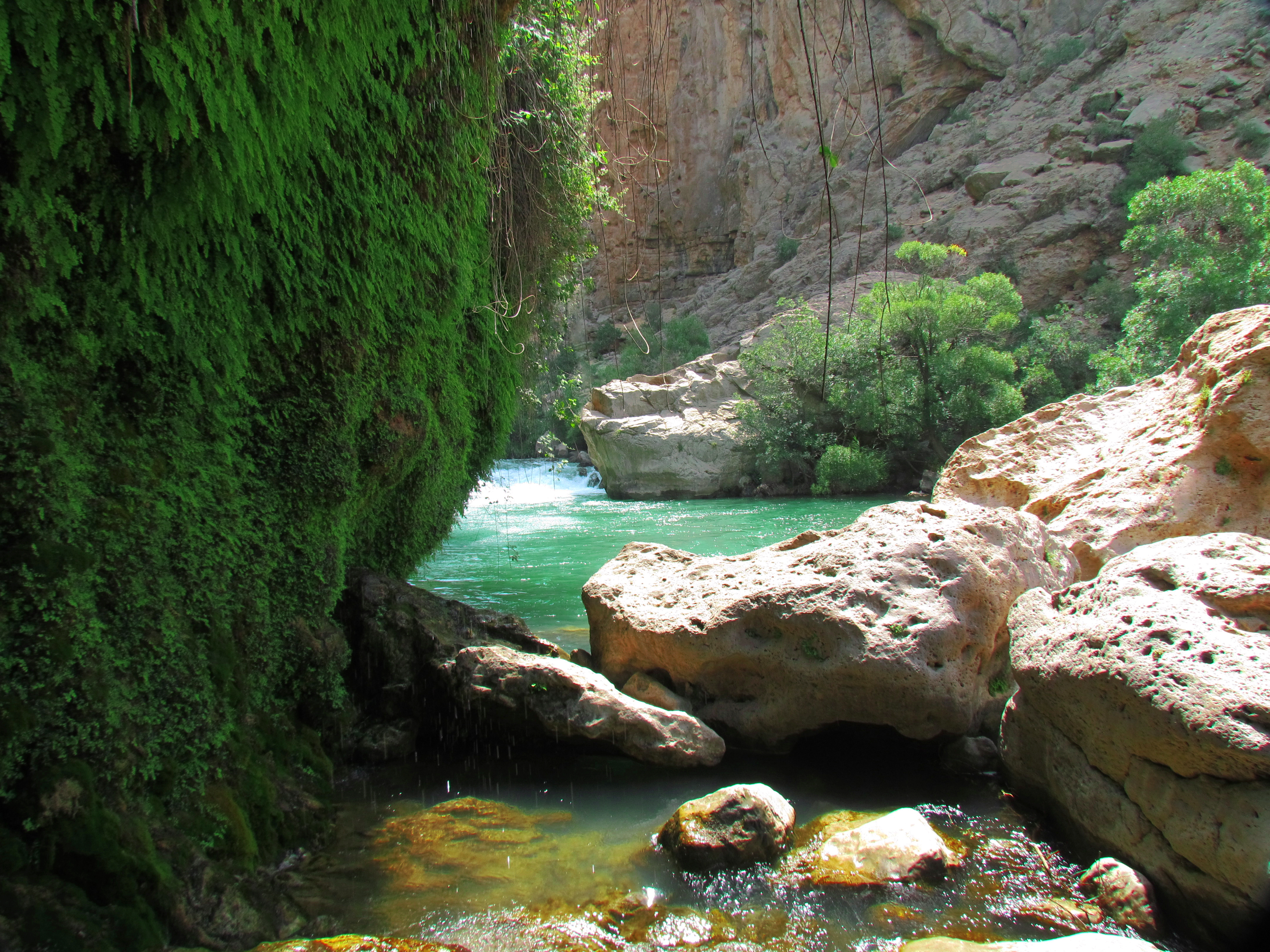
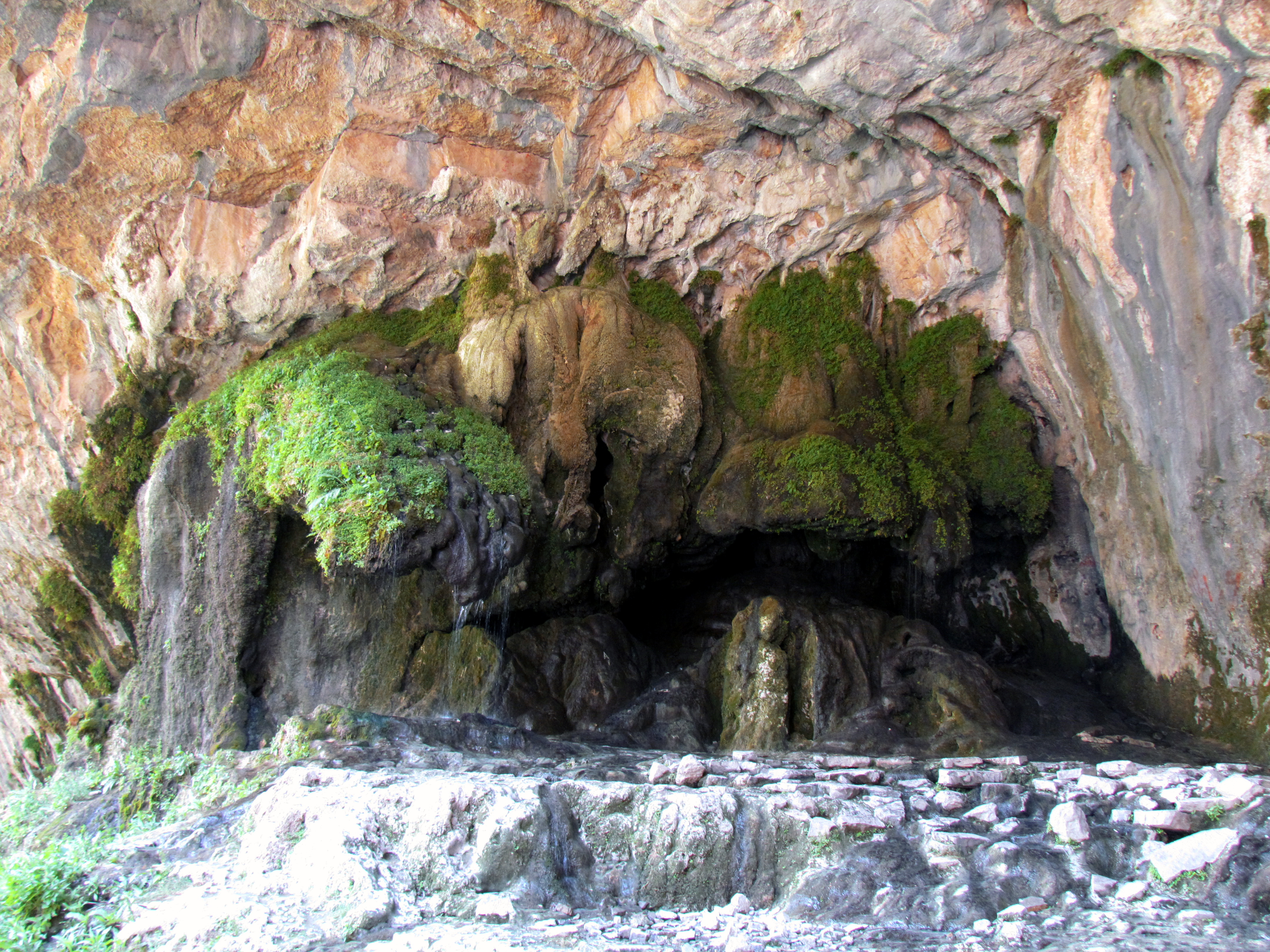
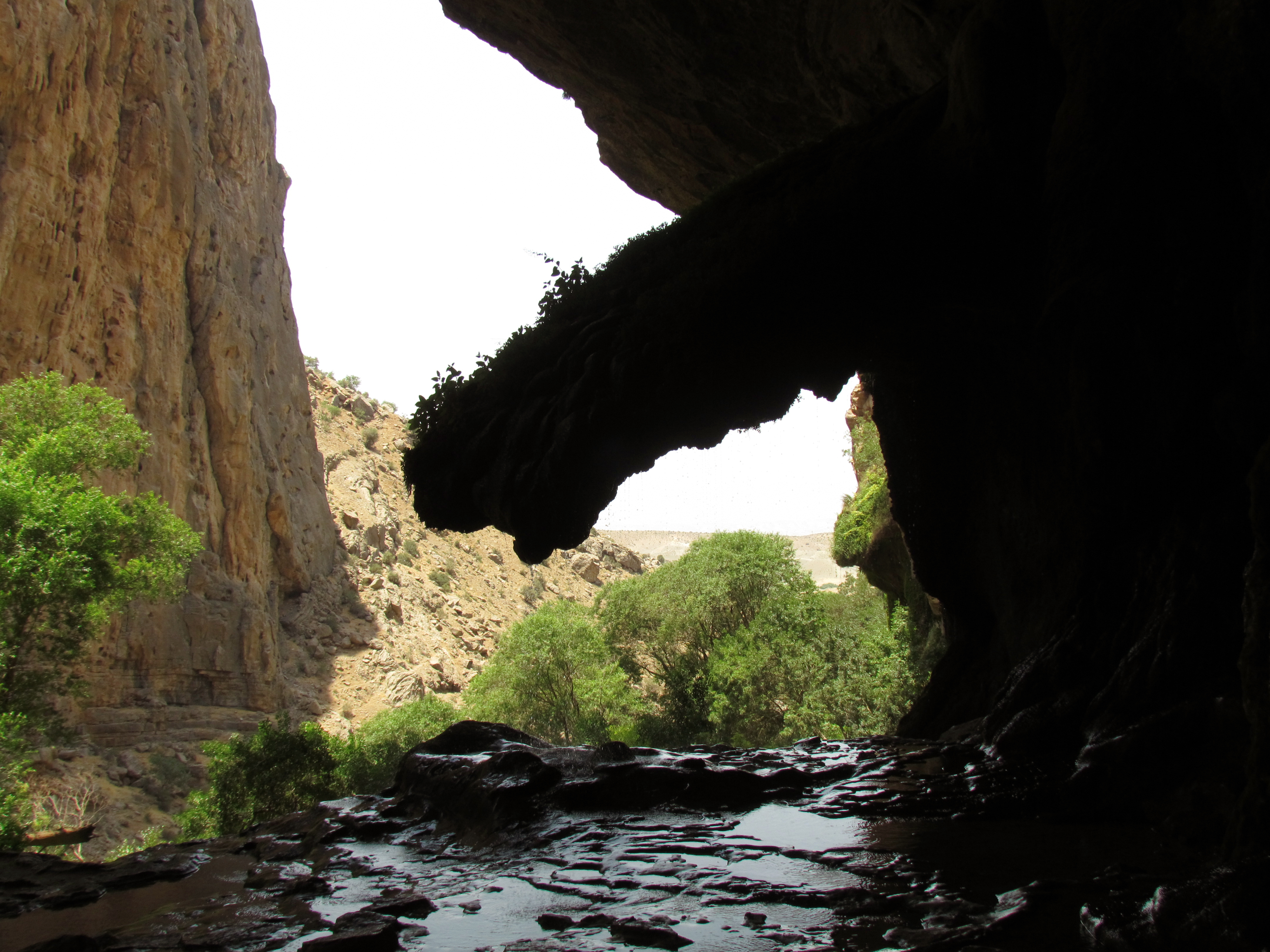
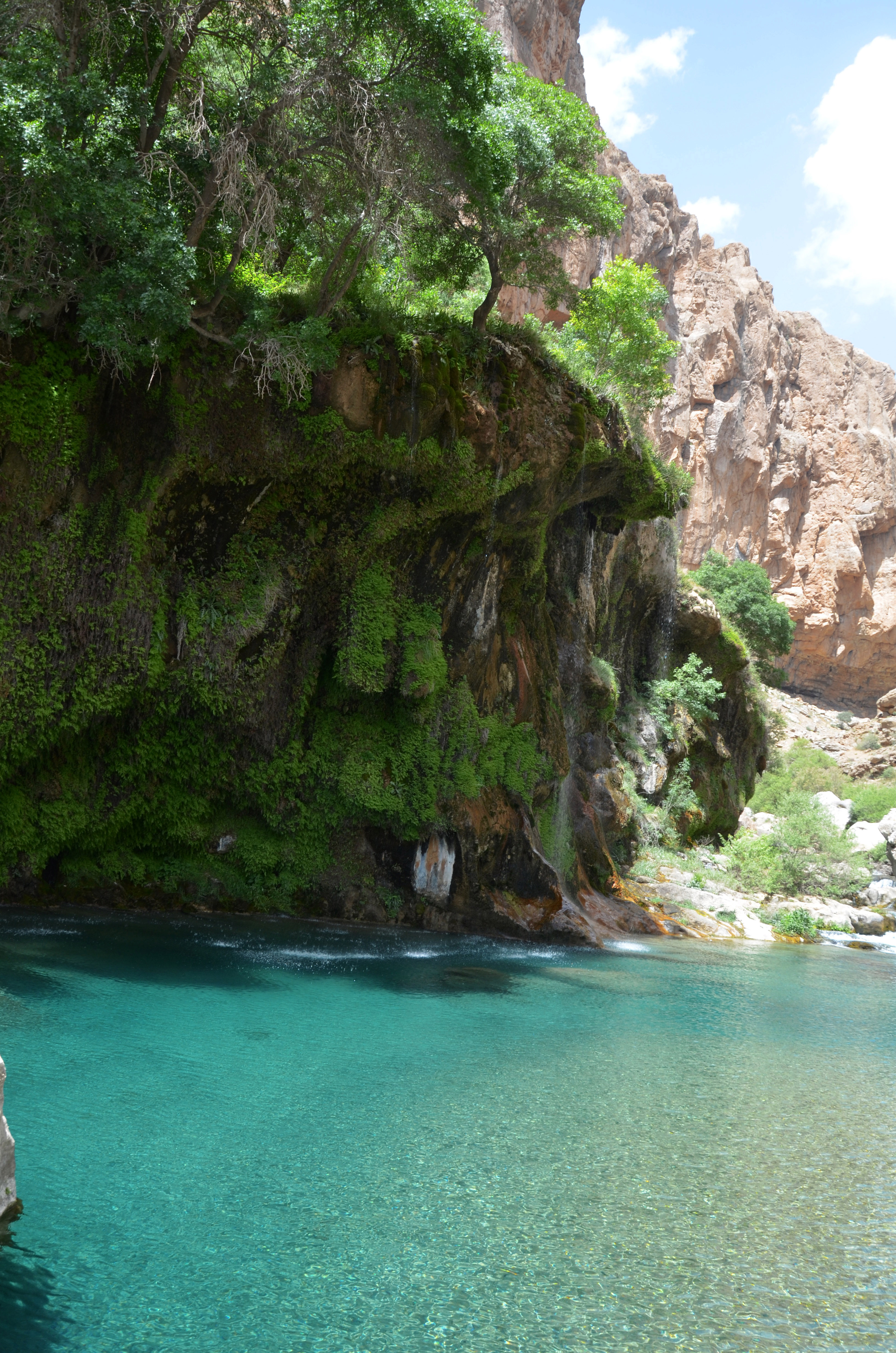
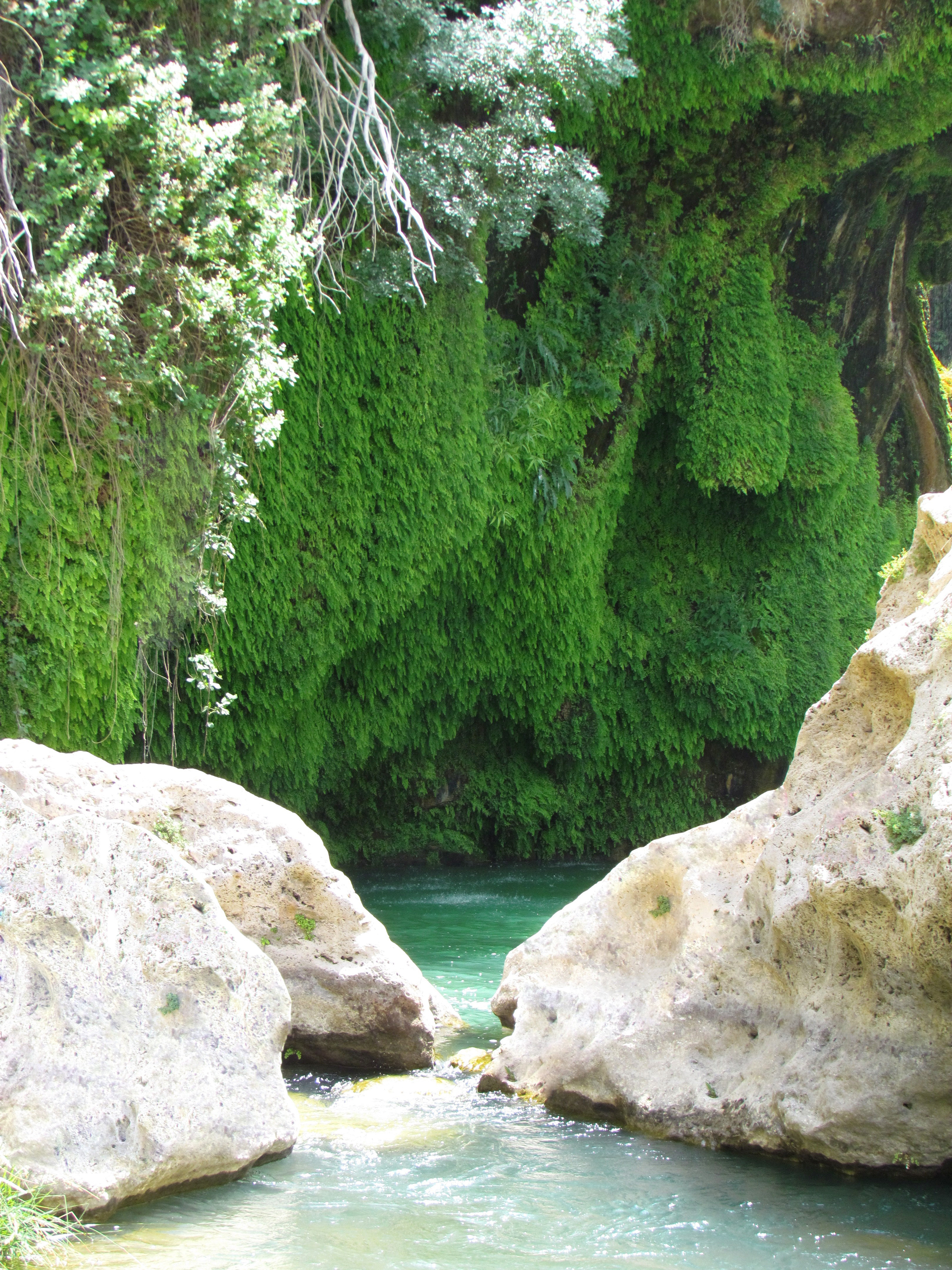
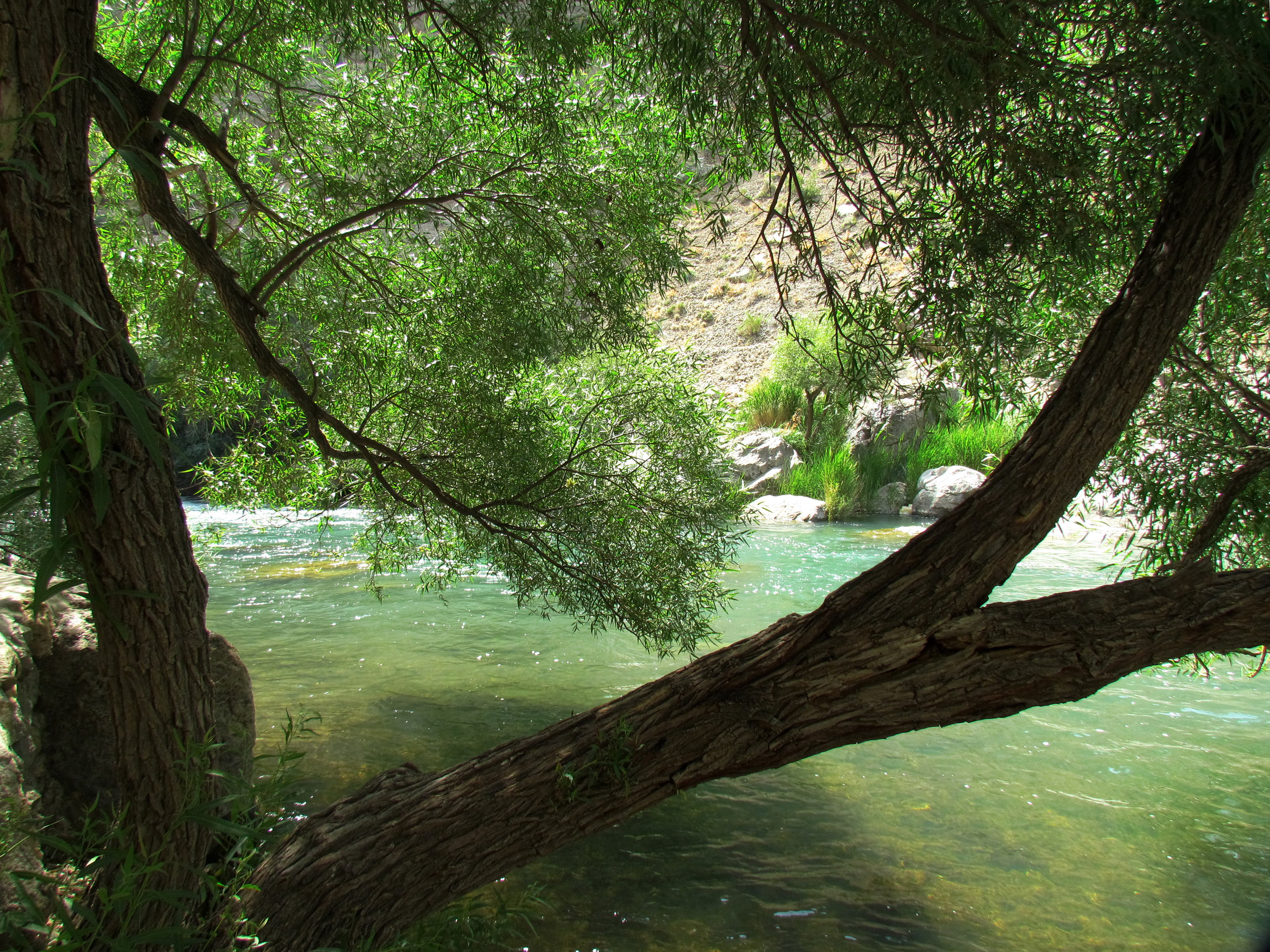

|  |  |